# أميش
الأميش (بالإنجليزية: Amish أو Amisch) هي طائفة مسيحيَّة تجديديَّة العماد تتّبَع للكنيسة المنيونيَّة. نشأت في العصور الوسطىّ، وهي فترة شهدت بروز حركات إصلاحيَّة مسيحيَّة كثيرة، منها الطائفة التي كانت تعرف حينذاك باسم المسيحيين الجدد الآنابابتيست التي يعتبر الآميش جزءً منها. يبلغ تعداد الأميش حالياً زهاء 249.000 موزعين على 22 منطقة مأهولة في الولايات المتَّحدة وفي ولاية أونتاريو في كندا.
بدأ تاريخ كنيسة الأميش بانشقاق حدث في سويسرا داخل مجموعة قائلون بتجديدية عماد المينونايت السويسريين والألزاسيين عام 1693 بقيادة جاكوب أمان. إنَّ أولئك الذين تبِعوا أمان أصبحوا معروفين باسم الأميش. في النصف الثاني من القرن التاسع عشر، انقسم الأميش إلى أميش النظام القديم وأميش مينونايت [الإنجليزية]. إنَّ أميش مينونايت لا يُعارضون ركوب السَّيارات، بينما احتفظ أميش النظام القديم بالكثير من ثقافتهم التقليديَّة. عندما يُشير الناس إلى الأميش اليوم، فإنهم عادة ما يشيرون إلى أميش النظام القديم.
في أوائل القرن الثامن عشر، هاجر العديد من الأميش والمينونايت إلى ولاية بنسلفانيا لأسباب متنوعة. اليوم، لا يزال أميش النظام القديم، وأميش النظام الجديد [الإنجليزية]، وأميش بيتشي القديم [الإنجليزية] بالإضافة إلى نظام مينونايت القديم يتحدثون لغة بنسلفانيا الألمانية، والمعروفة أيضًا باسم «بنسلفانيا الهولندية»، على الرغم من استخدام لهجتين أليمانيتين مختلفتين من قبل أميش النظام القديم في آدامز وألين في ولاية إنديانا.
اعتبارًا من عام 2000، عاش أكثر من 165000 من أميش النظام القديم في الولايات المتَّحدة وحوالي 1500 يعيشون في كندا. أشارت دراسة أجريت عام 2008 إلى أن أعدادهم قد زادت إلى 227000 نسمة، وفي عام 2010، أشارت دراسة إلى أنَّ عدد سكانها قد نما بنسبة 10 في المائة في العامين الماضيين إلى 249 ألفًا، مع زيادة الحركة إلى الغرب. لا يزال معظم الأميش يُنجبون ستة أو سبعة أطفال، وكان الانخفاض الكبير في معدل وفيات الرضع والأمهات في القرن العشرين في صالحهم. وبين عامي 1992 و2017، زاد عدد سكان الأميش بنسبة 149 بالمائة، بينما زاد عدد سكان الولايات المتحدة بنسبة 23 بالمائة.
تبدأ عضوية كنيسة الأميش بالمعمُودية، وعادة ما تكون بين سن 16 و23 عامًا للفرد. وهي ضرورية للزواج داخل كنيسة الأميش. بمجرد أن يتم تعميد الشخص داخل الكنيسة، يجوز له أو لها أن يتزوج فقط ضمن الإيمان الأميشي. تضم المقاطعات الكنسية ما بين 20 إلى 40 عائلة، وتقام خدمات العبادة كل يومين في منزل أحد الأعضاء. يقود المنطقة أسقف والعديد من القساوسة والشمامسة. يجب مراعاة قواعد الكنيسة، الأوردنونغ [الإنجليزية]، من قبل كل عضو والتي تشمل العديد من جوانب الحياة اليومية، بما في ذلك المحظورات أو القيود المفروضة على استخدام خطوط الكهرباء، والهواتف، والسيارات، وكذلك اللوائح المتعلقة ملابس. معظم الأميش لا يشترون التأمين التجاري أو يشاركون في الضمان الاجتماعي. بصفتهم قائلون بتجديدية العماد حاليًا، يمارس أعضاء كنيسة الأميش عدم المقاومة [الإنجليزية] ولن يؤدوا أي نوع من الخدمة العسكرية. يقدر الأميش الحياة الريفية والعمل اليدوي والتواضع، وكل ذلك تحت رعاية العيش بما يفسروه على أنه كلمة الله.
يُحرَم الأعضاء الذين لا يتوافقون مع تطّلُعات المجتمع والذين لا يمكن إقناعهم بالتوبة. وبالإضافة إلى الحرمان، قد يُصار إلى تجنب الأعضاء، وهي ممارسة تحد من الاتصالات الاجتماعية لتخزي العضو الضّال لكي يعود إلى الكنيسة. يختار ما يقرب من 90 بالمائة من المراهقين الأميش أن يعتمدوا وينضمُوا إلى الكنيسة. تسعى مجموعات الأميش إلى الحفاظ على درجة من الانعزال عن العالم غير الأميشي. ويُشار إلى الأشخاص غير الأميشيين عمومًا باسم «الإنجليزيون». بشكل عام، يُركز بشدة على العلاقات بين الكنيسة والأسرة. يدير الأميش عادةً مدارسهم المكونة من غرفة واحدة ويتوقفون عن التعليم الرسميّ بعد الصف الثامن، في سن 13 أو 14 عامًا. حتى يبلغ الأطفال 16 عامًا، يتلقون تدريبًا مهنيًا تحت وصاية والديهم والمجتمع ومعلم المدرسة. التعليم العالي غير مشجع بشكل عام، لأنه يمكن أن يؤدي إلى الفصل الاجتماعيّ وتفكك المجتمع. ومع ذلك، اكملت بعض نساء الأميش التعليم العالي للحصول على شهادة تمريض لكي يتمكنَّ من تقديم خدمات القبالة للمجتمع.

## أتباع
تعيش أقدم جماعة من الاميش في مقاطعة (لانكستر)، وهي منطقة زراعيَّة نائية استوطنها الأميشيون الأوائل في العشرينَّات من القرن الثامن عشر، ويقدر عدد افرادها بـ 16 ألفا. كان الكثير من الآميش قد لجأوا إلى تلك المقاطعة هربا من الاضطهاد الدينيّ في أوروبا. يتوزع أفراد طائفة الأميش على عشرات المُستوطنات التي تعيش كل منها باستقلاليَّة تامة وفقا لقوانينها الخاصة غير المكتوبة والمعروفة باسم«أوردنانغ» ويتسم أفراد طائفة الأميش بنبذهم للتكنولوجيا وانعزالهم عن العالم.
يتحدث معظم الآميش ثلاث لغات: لغة قريبة من الألمانيَّة تسمى «بنسلفانيا داتش» في المنزل، ولغة قريبة أيضا من الألمانية تدعى «هاي جيرمان» في صلواتهم، والإنجليزية في المدارس.

## عقيدتهم

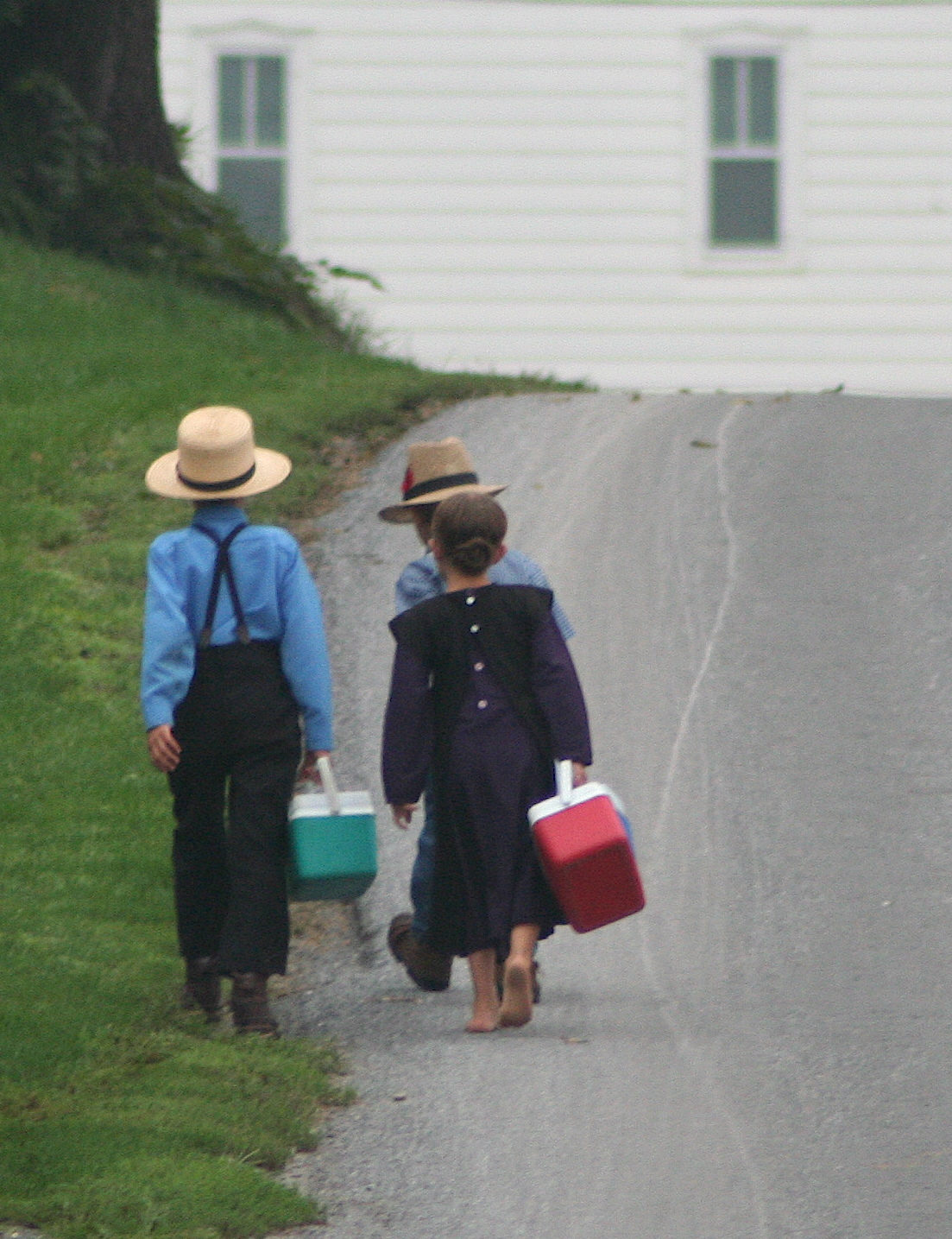
أطفال متجهين إلى المدرسة بالزي المميز للأميش

يؤمنون بالانعزال عن العالم الخارجي وعن أي محاولات لدمجهم أو خلطهم بمجتمعات وتعاليم أخرى.

## تاريخ
- قوبلت حركة الآنابابتيست بـ «التكفير» من قبل طوائف الكاثوليك والبروتستانت وحكم عليهم بالإعدام وبالفعل إعدم الكثير منهم مما حدا بهم للفرار بـ «دينهم» في بداية الأمر من سويسرا وإقليم الألزاس الفرنسي وجبال جنوب ألمانيا إلى الولايات المتحدة.
- في عام 1536 تأسست حركة المينونايت على يد قسيس كاثوليكي اسمه مينو سيمُنز والتي وحدت وبلورت حركة الآنابابتيست. وفي عام 1693 أسس مسيحي سويسري اسمه يعقوب آمان «یاكوب آمان» طائفة الآميش والتي انفصلت فيما بعد عن المينونايت. ومنذ ذلك الحين، أصبحت تلك الطائفة عرضة للملاحقة من قبل الكاثوليك والبروتستانت الذين اتهموهم بالكفر، مما حدا بهم إلى الفرار بدينهم إلى الولايات المتحدة وبالتحديد إلى ولاية بنسلفينيا نظرا لكون الولايات المتحدة آنذاك بلدا غير مأهول بشكل كبير ولأن فرص مضايقتهم تكاد تكون معدومة. وبالفعل استوطنت طائفة المينونايت بنسيلفينيا في عام 1720.
- طائفة الآميش لا تؤمن بالتغيير فهم يؤمنون بالالتزام بالعيش كما جاء بالإنجيل الذي بين أيديهم بحذافيره، ولديهم مجلس «فتوى» يطلق عليه «أولد أوردر» وهم مجموعة من كبار السن المتدينين «المشايخ» يدرسون أي طاريء ويصدرون فتوى وفقا لما يرونه مطابقا لتعاليم الإنجيل وما يعرف فيما بينهم باسم «الأوردينان» وهي تعاليم إنجيلية تتبع بحذافيرها.
- طائفة الآميش لا تؤمن بالكهرباء واستخدامها ولا بالسيارات بل ولا النقود الحكوميَّة الورقيَّة – إلا في حالات طارئة! طبعا التطور أجبر مجلس الفتوى عندهم على إصدار فتوى بإنه يجوز للآميش أن يركب سيارة للضرورة ما دام أنه لا يقودها، وهم يستخدمون عوضا عنها الأحصنة أو العربات التي تجرها الأحصنة.
- الآميش لا يؤمنون بإدخال أطفالهم للمدارس، وفي عام 1972 تم إصدار قانون خاص بهم يستثني طائفة الآميش من التدريس الإلزامي،* البنات البالغات والنساء عند الأميش يلبسن زيا محافظا جدا، فهن لا يلبسن إلا الأكمام الطويلة واللباس الفضفاض الطويل، متحجبات ولا يسمح لهن بقص شعورهن، يلبسن غطاء الرأس الأبيض إذا كن متزوجات وأسود إذا كانت غير متزوجة.
- الرجال لا يحلقون لحاهم أبداً.
- طائفة الآميش تحرّم التصوير. والدليل عند الجماعة مأخوذ من سفر الخروج 20:4. بل إن لعب البنات (الباربي) التي يلعب بهن البنات ممحي عنها صورة الوجه.
- الآميش يحرمون الموسيقى والمعازف.
- طائفة الآميش لا يؤمنون بالتأمين، فهم يعتبرون كل شيء قضاء وقدر.
- يجتمع الآميش عند حصول مصيبة لأحدهم، كاحتراق حظيرته فمثلا، فيقوم الجميع عندئذ بالمشاركة ببناء حظيرة جديدة للمُتضرر.
- الآميش لا يستخدمون الهواتف النقالة بل ولا حتى الهواتف الأرضية. وقد تبرعت الحكومة وبنت لهم خارج بيوتهم كبائن على شكل أكواخ للاتصال في حالة وجود طارئ أو ما شابه.
- الآميش عندهم التبديع والهجر (يطلق عليها بالإنكليزية: شنينغ «تجنب»). فعند الآميش كل من لا يتبع طريقتهم فهم مبتدعة ويهجرونه ويحرم على كل الآميشيين التعامل معه، وإذا كان «المبدَّع» الزوج يحرم على الزوجة أن تقربه أو تكلمه.
- والآميش لا يشربون الكحول ولا يؤمنون بالمعاشرة الجنسية قبل الزواج.
- لا يسمحون للنساء بقيادة العربات (الآميش لا يقودون السيارت أصلا، ويوجد بعض من الآميش في غير بينسيلفينيا يسمحون للنساء بالقيادة بشرط أن يكون معها نساء أو بالغين).

## اللُغة
يتحدث الآميش بلهجة اللُغة الألمانية البنسلفانيَّة، والتي يستخدمونها مثل الداتش. يتعلم الأطفال أيضًا اللغة الإنجليزيَّة في المدرسة، ويتحدث الكبار الإنجليزية بطلاقة مع الغُرباء. تُدرس المدارس أيضًا اللغة الألمانيَّة القديمة، والتي تُستخدم في الوثائق الدينيَّة. تُستخدم الكلمات الإنجليزيَّة مثل الثلاجة والكمبيوتر أحيانًا في الكلام. يَشعُر بعض الآميش بالقلق إزاء الاستخدام المُتزايد للغة الإنجليزيَّة. يُشير الآميش إلى جميع الغرباء بشكل جماعي باسم «الإنجليز». معظم أسماء الآميش من أصل سويسري. تشمل الألقاب الأكثر شيوعًا ميلر وستولتزفوس وهيرشبيرجر ويودر وهوشستيتلر وترويير وكينج وشوارتز وفيشر ولاب، من بين آخرين. الأسماء الأولى هي تقليديًا توراتية. في مجتمع لانكستر، تُغطي الألقاب الستة الأكثر شيوعًا أكثر من 70 بالمائة من إجمالي السُكان، ولهذا السبب غالبًا ما يَستخدِم الناس ألقابًا وصّفية لبعضهم البعض.

## المُجتمع
تنقسم مُجتمعات الأميش إلى ثلاثة مُستويات: التسوية والمقاطعة والانتماء. تضُم المستوطنة عائلات تعيش في نفس المنطقة من عشرة إلى حتى الآلاف. يشمل الحي ثلاثين عائلة تعيش في نفس المنطقة وتُحضر خدمات العبادة. تتبع الجمعيَّات الدينيَّة مُمارسات دينيَّة مماثلة. للجماعات ثلاثة كهنة وشماس وأُسقُف، وعادة ما يتم تقسيم مهامهم بين الجماعتين. إنَّ انتخابات الكهنة والشمامسة والأساقفة هي مراسيم مُعقدة لا ينبغي مناقشتها مسبقًا.
لا يمتلك الآميش هيكل تنّظيمي مركزي، لكن مُجتمعات مُستقلة. الهياكل التنظيميَّة لمُجتمعات الأميش فضفاضة وغامضة، وليس لديهم بيروقراطيَّة أو مقر أو رؤساء تنفيذيون. بدلاً من ذلك، المُجتمع عبارة عن شبكة من العلاقات الشخصيَّة. تحت أُسقُف طائفة صغيرة ومُوحدة، جميع الرجال البالغين متساوون نسبيًا. الهياكل الاجتماعيَّة للأميش صغيرة وكثيفة ومحليَّة وغير رسميَّة ومُتجانسة. التفاوت في الدخل صغير: هناك عدد قليل من الأثرياء ولا يوجد فقر تقريبًا. في مُجتمعات الأميش، يتم استجواب الجُناة أمام المُصلين بأكملهم ويُصدِر الأُسقُف الحكم. أقسى عُقوبة هي ستة أسابيع من الانفصال عن المُصلين. إذا لم يتُوب الجاني عن أفعالِه خلال تلك الفترة، فسيتم طرده من المُجتمع بأسره. ومع ذلك، سيظلّ العُضو التائب قابلاً للدُخُول مرة أخرى. يجب رفض العُضو المفّصول: يمكن التحّدث معه، ولكن لا يجُوز مُصافحته مثلا، ولا تلّقي شيء منهُ.
في مُجتمع الأميش، الرجل هو رئيس الكنيسة ويعيش حياة العمل والمُجتمع والمنزل. رعاية المنزل والأطفال هي عالم المرأة. للمرأة الحق في التصّويت في الكنيسة، لكن ليس لها حق الوصول إلى المناصب القياديَّة في المُجتمع. تقريبًا جميع المُعلمين من النساء غير المتزوجات. حوالي 15٪ من أصّحاب الأعمال من النساء.
لأسباب تاريخيَّة، لطالما كان مُجتمع الآميش يشكُ في الحكُومات، وكان يفُضل التعامل مع مُجتمعاته المحليّة بدلاً من أخذها إلى السّلطات. وهم يستفيدون قليلاً من التأمين الصحي أو المزايا الاجتماعيّة. ومع ذلك، فإنهم يدفعون ضرائبهم، حتى لو لم يستخدموا الخدمات التعليميّة المُمولة من الضرائب، على سبيل المثال، ولكنهم أيضًا يمولون مدارسهم الخاصة. الآميش يرفضون تقلد المناصب العامة والتصّويت بتكاسل. الخدمة العسكريَّة ممنوعة منعا باتًا. خلال حرب فيتنام، عمل الأميش في الخدمة المدنيَّة.

## الاُسّرة
يتزوّج الأميش بين سن 19 و25 عامًا، و 90٪ من البالغين مُتزوجون. الطلاق مُقيت ويؤدي إلى الانفصال عن المُجتمع؛ كما أن الاختلافات في السكن نادرة أيضًا. تلدّ المراة ما معدله 7 أطفال في سن 45، و10 في المائة من العائلات لديها ما لا يقل عن عشرة أطفال. ومع ذلك، فقد انخفض حجم العائلات بشكل طفيف في السنوات الأخيرة في بعض المُجتمعات. تُعتبر تربية الأطفال رخيصة في مُجتمع لا توجد فيه هوايات باهظة الثمن حيث يشارك الأطفال في الأعمال المنزليَّة منذ سن مبكرة. مُجتمع الأميش يدين استخدام وسائل منع الحمل، ولكن كان هناك تراجُع في المجتمعات الأكثر ليبراليَّة.

## الأُبوة والأمُومة
الأميش يُربي أطفاله طيبين ومطيعين، ويقضون على الأخلاق السيئة والعِناد في سن مبكرة، غالبًا بمساعدة السَوط. يُشارك الأطفال في الأعمال المنزليَّة في وقت مُبكر ويتم تربيتهم كأعضاء غير أنانييّن في المُجتمع. وفقًا للشعار المستخدم في المدرسة: «يسوع يأتي أولاً وأنت أخيرًا والآخرون في المنتصف». لا يتم إيداع الأطفال في رياض الأطفال أو دور الحِضانة، ولكن الآباء يربون أطفالهم في سن ما قبل المدرسة في المنزل.
في عام 1996، فرضَّت وزارة العمل الأمريكية غرامة على ثلاث منّشورات مملوكة لبنسلفانيا أميش لعمالة الأطفال. كان هناك جدل على الصَّعيد الوطّني وتم استثناء بعض الطوائف الدينيَّة من القانون في 1999.

## التعليم
يذهب أطفال الأميش إلى المدرسة حتى الصف الثامن، حيثُ يكفي أنّ يتّبع الأميش أسلُوب حياتهم. بعد الصف الثامن، يُواصل الشباب دراستهم كمُتدربين في مُجتمعاتهم المحليَّة. التحق أطفال الأميش بالمدرسة العامة حتى منتصف القرن العشرين. في الثلاثينيَّات والأربعينيَّات من القرن الماضي، دخل الأميش في صِراع مع سلُطات التعليم، حيثُ شعرو أن التعليم الإلزاميّ أصبح غير معقول وأن طرق التدّريس بعيدة عن المُجتمع. تمَّ القبض على المئات من آباء الأميش خلال الجّدل. بعد عام 1956، بدأ الأميش في توفير الإرشادات لأطفالهم. في عام 1972، تم منحهم الحق في إخراج أطفالهم من المدرسة بعد الصف الثامن. في بعض المجتمعات الأكثر ليبراليَّة، لا يزال العديد من الأطفال يؤخذون إلى المدارس العامة.
المنهج الدراسي في المدارس المهنيَّة الحديثة عملي: يتمّ تعليم الطلاب بشكل خاص الزراعة والحرف اليدويَّة وإدارة الأعمال. لا يتمّ تعليم الدين، لكن الصلاة تُقرأ في الصباح. يُراقب الآباء عن كثب أنشطة المدرسة.

## الدين والعقيدة
الأميش هم مسيحيون يؤمنون بألوهية المسيح، والجنة والجّحيم، وبكلمات الكتاب المُقدس، وفي الكَنيسة كجسد يسوع. بقيت مواد إيمانهم على حالها منذ عام 1632. بالنسبة إلى الأميش، الإيمان جزء كلي لا ينفصل عن الحياة، ونادرًا ما يمارسون المراسيم الدينية الفعلية: ساعة في صباح الأحد، وفي حفلات الزفاف والتأكيد. يقيمون خدمات العبادة في منازل بعضهم البعض كل يوم أحد ويعتبرون مبنى الكَنيسة الدائم بمثابة تفاخر.
يجّتهد الأميش في خدمة الله قدر استطاعتهم وتقديم خلاصهم للرب. والخلاص في نظرهم يعتمد على الأعمال وليس على الإيمان. يبنون حياتهم على الكتاب المقدس، على الرغم من أنهم نادراً ما يقتبسونه مباشرة في حديثهم. يُقرأ الكتاب المقدس في اجتماعات مُشتركة، ولا يُسمح بتفسيرات الفرد خوفًا من ظهور الفرديَّة. يستخدم الأميش الكتاب المُقدس الألماني لمارتن لوثر أو نسخة الملك جيمس الإنجليزيَّة. كما أنهم يستخدمون كتاب أغاني أوسبند Ausbund.
مُعظم الأميش المحافظين لا يمارسون الكرازة، والزواج مع الغُرباء ممنوع. يُعتبر الأميش مُتسامحًا مع الديانات الأخرى. يؤكد الأميش على الطاعة والتواضع والاقتصاد والبساطة. المثل الأعلى للأميش هو شخص مُعتدل ومُتواضع يشعر بالرضا من خِدمة مجتمعه. يعتبر الأميش أنّ رسالة يسوع مهمة حول مَحبة عدوه والخضوع لله. في عام 2006، تلقى الأميش الكثير من التعاطُف العام مع عمليَّات إطلاق نار في مدرسة ويست نيكل ماينز في بنسلفانيا. هاجم رجل من الخارج مدرسة الأميش وقتل خمس فتيات وجرح خمس ثمَّ انتحر. ومع ذلك، غفر الأميش للقاتل، وحضر جنازته، وتبرع بالمال للأرملة.
يُقلّص الأميش الرفاهية والمتعة والترفيه. كما أنهم لا يفضلون التّعليم العالي أو التفكير النظريّ أو المُنافسة أو الطُموح المِهني أو العلمي. إنهم يرون أُسلوب الحياة البسيط وغير الأناني كتّطهير للإنسان من الرغبات الأنانيَّة وتحقيق إرادة الله. يُقدر الأميش قيمة التقاليد وقِيمة الحفاظ عليها أكثر من تغّييرها. الأميش لا يرون المتعة على أنها شيء سيئ في حد ذاته، ويقبلون التدخين والطعام الجيّد والترفيه والفكاهة واللعب والجنس الزوجي. إنهم يعتبرون فقط شهوة الرفاهيَّة الباذخة شِريرةُ. يُعتبر الكِبرياء ضارًا بشكل خاص من قِبل الأميش. الأميش لا يستخدِمون المُجوهرات أو مُستحضرات التجّميل أو الملابس التنكريَّة أو الأقمشة الفاخرة أو الألوان الزاهيَّة لأنها تعتبرها انعكاسًا للفخر. كما أن الجدران ليست مزينة برسُومات، ولكن يمكن تزييّن الأقمشة أو الأشياء بضبط النفس.

## الحضارة

### أسلوب الحياة
وفقًا لـ الأميش، فقد ذهب التقدُّم التّقني بعيدًا جدًا. بالنسبة لهم، تُعتبر الحياة البسيطة مثاليَّة، لذا فهم يعيشون حياتهم ويزرعون بالطُرق القديمة. المجموعات الخاصة المختلفة لها قواعد مختلفة (أوردنانغ )، والتي تختلف في صرامتها من قرية إلى أخرى.
ينّفصل الأميش عن العالم الحديث بشكل حاد ويسعون لحماية نقاء كنيستهم. إنهم يرون العالم الخارجي مكانًا للشّر والعُنف والجريمة والفساد. ومع ذلك، فإنهم يتبنّون أشياء وعادات يعتبرونها غير ضارة، مثل بعض الأجهزة الكُهربائيَّة والمواد الاصطناعيَّة. أهم شيء في حياة الأميش هو العمل الذي يعتبرونه دعوتهم الإلهيَّة. ويقومون بأعمال يدويَّة في حقولهم ومتاجرهم، غالبًا في مجموعات. التقاعس عن العمل شيّطاني بالنسبة لهم. يعتبر التعليم العالي ضارًا لأنه يُنفر العمل اليدوي. ولا يريدون جعل عملهم أسهل بدون داعٍ مع الآلات.
إنَّ إيقاع حياة الأميش بطيء في كل شيء. إنّهم يُقدرون السُلوك المُقيد من الكلام إلى المصافحة.
تجنُب جميع أشكال الصراع واستخدام القوة، وبالتالي لا يخدمون في الجيش أو الشرطة ويعملون كسياسييّن أو محامين أو أعضاء في هيئة المحلفين. على الرغم من أن الأميش يُعارضون العنف، إلا أنهم يمارسون الصيد.

### الملبس
فساتين الأميش متواضعة وتقليديَّة. من خلال لباسهم، لا يُعبرون عن تواضعهم فحسب، بل يُعبرون أيضًا عن تكاتفهم والمُساواة المُتبادلة. يرتدي الأطفال أيضًا ملابس مثل والديهم عندما يكونون صغارًا. غالبًا ما تُصنع الملابس في المنزل، ولكن يتم شراء الملابس الداخلية والسترات الرجالية.
ترّتدي النساء غطاء رأس يعبر عن الخضوع لله والرجل. في سن الرابعة، يتم ربط شعر الفتيات بالضفائر. لدى النساء البالغات انقسام في المنتصف وكعكة في الخلف. لا تقص المرأة شعرها ولا تحلق شعرها. يمتد لباس الشابات على الأقل تحت الركبتين. الفساتين أحادية اللون من الرمادي إلى الأزرق أو العنابي، وترتدي النساء المريلة وقبعة الكتف من سن الثامنة. يتم ارتداء الملابس السوداء أثناء الحِداد.
يقوم الرجال بقص شعرهم من شحمة الأذن. لا يوجد انقسام وتمتد الخصلات إلى منتصف الجبهة. يحلق الرجال غير المتزوجين، ولكن بعد الزواج أو بلوغ الأربعين من العمر، يطلق الرجال اللحية. ومع ذلك، يتم حلاقة الشارب حيث انهم يربطون الشارب بالضُباط الأوروبيين. يرتدي الرجال دائمًا قبعة واسعة الحواف في الهواء الطلق. يبدأ الأولاد في ارتداء القبعة عندما يبلغون من العمر عامين. تستخدم قبعات القش في الصيف، والقبعات الصوفية السوداء في الشتاء. تستخدم الحمالات مع البنطلونات وليس الأحزمة. عادة ما يكون اللون أسود، لكن القميص قد يكون ملونًا بدرجة أكبر.
كان لباس بعض المسؤولين مهددا في السبعينيَّات عندما بدأ القانون يشترط ارتداء الخوذات في مواقع البناء. ومع ذلك، تم إعفاء الأميش من الاستمرار في ارتداء الخوذات.
يُحاول الأميش أحيانًا تحدي قواعد اللباس. كان آباء الكنيسة قلقين بشأن الفتيان اللواتي لا يرتدون القبعات والفتيات اللواتي يرتدين الحجاب الهزيل للغاية. في الخمسينيَّات والسبعينيَّات من القرن الماضي، قام أولاد الأميش المتمردون بقص شعرهم لفترة طويلة جدًا.

### الطُقوس
طُقوس الأميش تقليديَّة ولا تتغيّر: حفلات الزفاف والتعميد والجنازات تتبع بروتوكول صارم ومعروف. يحتفل الأميش بأكثر الأعياد الأمريكيَّة شيوعًا مثل عيد الفصح وعيد الميلاد وعيد الشكر ورأس السنة الجديدة، بالإضافة إلى بعض الأعياد السويسريَّة القديمة. لا يوجد عمل ولا مال يوم الأحد.
تُقام خدمات العبادة صباح كل يومين في منزل شخص ما. يدخل الرجال والنساء من أبواب مُختلفة ويجلسون على مقاعد مُختلفة. لا نصيب للمرأة في العِبادة، لكنها تقوم باعداد الوجبات. يتضمن الحفل أغنية جماعية وخطبتين تدوم أطولهما ساعة. صلاة راكع. ليس لدى الأميش مذابح ولا عضو ولا سمات خارجيَّة مُشتركة أخرى للعبادة، ولكن كل شيء متواضع وتقليدي قدر الإمكان. تستمر الخدمة ببطء وتنتهي في حوالي الساعة 3 مساءً. ويكون العشاء مرّتان في السنة. قد يكون الحضور طوعيًا أو مطلوبًا.
يتم تعميد الأميش بين سن 16 و22 عامًا، غالبًا قبل عام من الزواج أو قبله. المعموديَّة تعني تبني قواعد المُجتمع لبقية حياتك. الشباب الذين يعارضون المعموديَّة ينفصلون في النهاية عن المُجتمع. من عيد ميلادهم السادس عشر حتى المعمودية، يقضي شباب الأميش ما يسمى بـ القفز في الفضاء، حيث يشكلون مجموعات مع شباب آخرين ويقضون عطلات نهاية الأسبوع.
يقام العُرس بعد موسم الحصاد يومي الثلاثاء والخميس من شهر نوفمبر. وتُقام مراسم مُتواضعة لمدة ثلاث ساعات ونصف الساعة من الخارج في منزل العروس. بعد ليلة الزفاف، يعيش الزوجان بعيدًا عن والديهما حتى الربيع، عندما يؤسسان منزلًا مشتركًا. لا يوجد شهر عسل، لكن الزوجين يقضيان عطلة نهاية الأسبوع معًا بالتناوب مع أقاربهما المختلفين.
يختلف تقليد جنازة الأميش إلى حد ما من منطقة إلى أخرى. ومع ذلك، يغّسل الأقارب المتوفى قبل وصول الجنازة. يرتدي المُتوفى الملابس البيضاء بشكل رئيسيّ، وأحيانًا ترتدي الزوجات فساتين زفافهن. التسليم نفسه منظم بشكل جيد ورسمي. شواهد القبور بسيطة.

### الصحة
يفضل الأميش الولادة في المنزل أو مراكز الأمومة في كثير من الأحيان نسبيًا. في المستشفيات، حوالي 59 في المائة من تعديلات النظام القديم والنظام الجديد؛ و18 في المائة فقط من أجواء شوارتزنتروبر الخاصة بهم الأكثر تحفظًا.
لا يفعلون شيئًا يذكر لاستخدام الرعاية الصحيَّة الوقائيَّة أو الفحوصات، ولا يذهبون إلى الطبيب إلا عندما يكونون مرضى. وفقًا لـ أميش، إذا كان الشخص يشعر بالرضا ولديه شهيَّة جيّدة وقادر على العمل، فلا حاجة للعلاج.ويقومون بتلّقيح الأطفال بشكل أقل من غيرهم من الأمريكييّن: في المتوسط، 63٪ و 6٪ فقط من الاتّجاهات المحافظة تعطي أطفالهم التطّعيمات الأساسيَّة.
تحدث بعض الأمراض الوراثية بشكل متكرر في الأميش بسبب قلة عدد المؤسسين في المجتمع. وتشمل هذه التليف الكيسي ومتلازمة كريغلر-نجار ومتلازمة إليس فان كريفيلد. تعاني مقاطعة هولمز من ارتفاع معدل الإصابة باضطرابات النزيف. ولاتصنع الغضروف، كثيرة بشكل استثنائي في مجتمعات النظام القديم في الولايات المتحدة. في بعض الحالات، تم العثور على أمراض لم تكن معروفة من قبل للعلم بشكل خاطئ. لقد ثبت أن الأميش يعدل جين سيربين1 بمتوسط 10 سنوات، والذي يحمي على سبيل المثال ضد مرض السُكري.
يُعتبر أسلوب حياة الأميش صحيًا حيث يقومون بعمل يدوي ويأكلون طعامًا طازجًا ولا يستخدمون الكثير من الكحول. ونتيجة لذلك فإن السمنة نادرة. من ناحية أخرى، تَتسبّب الأعمال الزراعيَّة والنجارة، وكذلك الأعمال المنزليَّة الشاقة، في حوادث العمل وبعض الأمراض المهنيَّة. عندما يتوقفون عن العمل، يبدأ الاشخاص في المعاناة من عواقب زيادة الوزن في سن الشيخوخة.

### التقّنية
الأميش يعتمد بشكل انتقائي علي التكنولوجيا الحديثة. إنهم يرفضون التلفزيون تمامًا، لكنهم يسمحون بالكهرباء. استخدام الهاتف مسموح به ولكن ليس بالمُلكية. المنازل لا تحتوي على أجهزة كهربائية. غالبًا ما يستخدم الغاز للإضاءة والتدفئة. ومع ذلك، توجد أسوار كهربائية على المراعي وأضواء كهربائية على عربة تجرها الخيول. تستخدم المصابيح التي تعمل بالبطاريات كمصابيح قراءة وتستخدم المناشير الجنزيرية. العديد من عائلات الأميش تستأجر ثلاجة خارج منازلها.

### المواصلات
لايركب الأميش الخيل علي ظهورها، حيث يُحظر أيضًا ركوب السَّيارات وامتلاك الدراجات في بعض المُجتمعات. يسمح أيضًا بألواح الكيك بورد. تمتلك عائلة أميش العادية كلبًا أو اثنين من الكلاب الألمانيَّة و6-8 حصان عمل، ويعتبر الحصان جزءًا مهمًا من هوية أميش وثقافتها وفولكلورها.هناك مجموعة متنوعة من العربات التي تجرها الخيول الأميش، وبعض العربات المفتوحة والبعض الآخر العربات المغطاة التي يمكن أن تستوعب جميع أفراد الأسرة. اليوم، يجب أن تحتوي مركبات الخيل على أضواء وعاكسات. العربات متواضعة وموحدة من الخارج، ولكن تستخدم أحيانًا مجموعة متنوعة من الملحقات والديكورات داخل العربات. لا يشترط أن يكون لدى الأميش رخصة قيادة أو اختبارات الجدارة على الطريق، والأضرار التي تلحق بك بسبب الخيول يتم تمويلها عمليًا من عائدات السياحة التي يولدها الخطأ للبلديات.
يمكن لـ الأميش السفر في السَّيارات والمواصلات العامة، ولكن ليس على متن الطائرات، لأنه غير ضروري بالنسبة لهم ويتطلب منهم الذهاب إلى مناطق حضرية كبيرة. كانت قيادة الجرار مثيرة للجدل. إنه محظور حاليًا، لكن محرك الجرار، على سبيل المثال، يمكن استخدامه كمصدر للطاقة.

### الصناعات
لفترة طويلة، كانت الزراعة هي المهنة الرئيسيَّة لمعظم الأميش وجزءًا أساسيًا من أسلوب حياتهم وواجبهم المسيحي. بدأت الصناعات الأخرى في الانتشار بشكل أكبر بعد الركود في الثلاثينيَّات، وأجبر ارتفاع أسعار الأراضي الزراعيَّة على التوسع السريع في عدد سكان الأميش للتقدم لأنواع أخرى من العمل بحلول السبعينيَّات. في عام 2001، كان ثلث هؤلاء فقط يعملون في الميدان. حوالي 85 في المائة من النساء ربات بيوت، لكن العديد منهن يعملن بدوام جزئي، وإن كان ذلك غالبًا في المنزل. ويسعين جاهدات للعمل بالقرب من المنزل قدر الإمكان، ويعمل 60 في المائة من الرجال أيضًا من المنزل.عادة ما يعمل الأميش مع الآخرين. أكثر أشكال الأعمال شيوعًا في الأميش هي المتاجر الصغيرة وورش التصنيع وأطقم العمل المتنقلة. يوجد حاليًا حوالي 9000 إلى 10000 شركة، وتمثل شركات الأميش حوالي 10 بالمائة من إنتاج الأثاث في الولايات المتَّحدة. كما يصنعون الألحفة والمزادات، من بين أشياء أخرى.
تعمل أعمال أميش بشكل جيّد، وهو ما يُنسب، من بين أمور أخرى، إلى اجتهادهم والتواصل والسمعة. استمر أكثر من 90٪ من شركات الأميش في السنوات الخمس الأولى.
بعض مديري أميش قلقون بشأن أجواء العمل خارج المجتمع ويخشون أن تكون التأثيرات الخارجيَّة ضارة بالمجتمع.

### السياحة
بدأ أسلوب حياة أميش في جذب الأمريكيين العاديين في العقود الأخيرة الذين يريدون رؤية أسلوب حياة بسيط. يزور أكثر من 19 مليون سائح مناطق الأميش السكنيَّة كل عام. تقدم شركات السياحة الجولات وركوب العربات والزيارات والإقامة الليليَّة في منازل الأميش. يبيع الأميش حرفهم وطعامهم للسُيَّاح ويعملون كمرشدين وكذلك مالكي شركات السّياحة.
ساهم في زيادة الاهتمام بفيلم هوليوود عام 1985 الشاهد للمُخرج بيتر وير، الذي تم تصويره في لانكستر. استخدم مجلس بنسلفانيا للسياحة الفيلم لجذب السُيَّاح إلى الولاية، لكن الأميش عارضوا الفيلم ولم يشاركوا في صنعه. العلاقة بين الأميش والسياحة ذات شقين. يجلب السائحون الأموال إلى المنطقة، ولكن من ناحية أخرى، لا ينتبه الكثيرون ويشعرون أن السياحة تجعل الأشياء التي يعتبرونها مقدسة وتقاليدهم سلعة في السوق.